# Volta a Guatemala
La Volta a Guatemala (en castellà: Vuelta a Guatemala) és una cursa ciclista per etapes que es disputa a Guatemala. La primera edició es disputà el 1957 i des del 2006 forma part de l'UCI Amèrica Tour, amb una categoria 2.2.

## Palmarès
| Any               | Vencedor                         | Segon                           | Tercer                           |
| ----------------- | -------------------------------- | ------------------------------- | -------------------------------- |
| 1957              | Jorge Surqué                     | Jorge Armas                     | Román Teja                       |
| 1958              | Hernán Medina                    | Honorio Rúa                     | Roberto Buitrago                 |
| 1959              | Aureliano Cuque                  | Jorge Surqué                    | Carlos Rafael González           |
| 1960              | Jorge Luque                      | Eduardo Bustos                  | Aureliano Cuque                  |
| 1961              | Aureliano Cuque                  | Rogelio Hernández Santibáñez    | José Manuel López Rodríguez      |
| 1962              | Esteban Martín Jiménez           | Joel Aquino                     | Sabas Cervantes                  |
| 1963              | Juan Pontaza                     | Sabas Cervantes                 | Joel Aquino                      |
| 1964              | Rubén Darío Gómez                | Pablo Hernández                 | Juan Pontaza                     |
| 1965              | Josep Segú i Soriano             | Ventura Díaz Arrey              | Luís Enrique Pineda              |
| 1966              | Saturnino Rustrián               | Joel Aquino                     | Gustavo Rincón                   |
| 1967              | Benigno Rustrián                 | Jorge Colindres                 | Saturnino Rustrián               |
| 1968              | Manuel Galera Magdelano          | Gustavo Rincón                  | Saturnino Rustrián               |
| 1969              | Fulgencio Sánchez                | Eufronio Enrique Sahagún Santos | Josep Albelda Tormo              |
| 1970              | Josep Albelda Tormo              | Juan Manuel Santisteban Lapeire | Antonio Menéndez González        |
| 1971              | Mario Nufio                      | Virgilio Pineda                 | Saturnino Rustrián               |
| 1972              | Samuel Herrera                   | Saturnino Rustrián              | Mario Nufio                      |
| 1973              | Luis Leonardo Tovar              | Carlos Campaña                  | Alberto Duarte Bernal            |
| 1974 No disputada |                                  |                                 |                                  |
| 1975              | Manuel Cejas                     | Areliano Hernandez              | Tito Lugo                        |
| 1976              | José Patrocinio Jiménez Bautista | Wilfredo Insuasti               | Carlos Siachoque                 |
| 1977              | José Patrocinio Jiménez Bautista | Carlos Siachoque                | Luis Enrique Murillo             |
| 1978 No disputada |                                  |                                 |                                  |
| 1979              | Bernardo Colex                   | Tito Lugo                       | Ignacio Mosqueda                 |
| 1980              | Samuel Cabrera                   | Israel Corredor                 | Antônio Silvestre                |
| 1981              | Héctor Dubón                     | Alexis Villalobos               | Miguel Arias                     |
| 1982              | Rafael Tolosa                    | Martín Ramírez Ramírez          | Jesús María Segura               |
| 1983              | Víctor Castañeda                 | Héctor Patarroyo                | Glenn Sanders                    |
| 1984              | Edín Roberto Nova                | Antonio Londoño                 | Óscar de Jesús Vargas Restrepo   |
| 1985              | Héctor Patarroyo                 | Robenson Pacheco                | Andrés Brenes                    |
| 1986              | Josué López                      | Juan Carlos Arias Acosta        | Marco Quezada                    |
| 1987              | Orlando Castillo                 | Jair Bernal                     | Dubán Ramírez                    |
| 1988              | Edín Roberto Nova                | Leonardo Obispo                 | Luis Morera                      |
| 1989              | Dinael Vargas                    | Edín Roberto Nova               | Jair Bernal                      |
| 1990              | Adolfo Rico                      | Raúl Gómez Suárez               | Edín Roberto Nova                |
| 1991              | Andrés Brenes                    | Gustavo Mesén                   | Alfredo Zamora                   |
| 1992              | José Joaquín Castelblanco Romero | Jair Bernal                     | Hugo Bolívar                     |
| 1993              | José Robles López                | Luis Cárdenas                   | José Joaquín Castelblanco Romero |
| 1994              | Eliecer Valdés                   | Adolfo Rico                     | José Ibáñez                      |
| 1995              | Jairo Hernández                  | Ismael Sarmiento                | Luis Cárdenas                    |
| 1996              | Graciano Fonseca                 | Ismael Sarmiento                | Raúl Gómez Suárez                |
| 1997              | Rodolfo Muj                      | John Lieswyn                    | José Robles López                |
| 1998              | Ismael Sarmiento                 | Ubaldo Mesa                     | Julio César Rangel               |
| 1999              | Fernando Wilfredo Escobar        | Luis Orán Castañeda             | Miguel Arroyo Rosales            |
| 2000              | Fermín Méndez                    | Gregorio Ladino Vega            | Alexis Rojas                     |
| 2001              | Gregorio Ladino Vega             | Ismael Sarmiento                | Álvaro Lozano                    |
| 2002              | Víctor Hugo González Melo        | José Daniel Bernal García       | Amílcar Gramajo                  |
| 2003              | César Salazar                    | Julio César Rangel              | Mauricio Ortega Ramírez          |
| 2004              | Paulo Vargas                     | Gregorio Ladino Vega            | Carlos Maya                      |
| 2005 No disputada |                                  |                                 |                                  |
| 2006              | Juan Carlos Rojas Villegas       | Hernán Darío Muñoz Giraldo      | Juan Alberto Solís               |
| 2007              | Carlos López González            | Rafael Aníbal Montiel Cuéllar   | Carlos José Ochoa                |
| 2008              | Manuel Eduardo Medina Mariño     | Johnny Morales                  | Eduin Becerra                    |
| 2009              | Juan Carlos Rojas Villegas       | Ismael Sarmiento                | Manuel Eduardo Medina Mariño     |
| 2010              | Giovanny Báez                    | Juan Pablo Suárez Suárez        | Francisco Colorado               |
| 2011 No disputada |                                  |                                 |                                  |
| 2012              | Ramiro Rincón                    | Freddy Piamonte                 | Román Villalobos Solis           |
| 2013              | Óscar Sánchez Guarín             | Jonathan Millán                 | Sebastián Tamayo                 |
| 2014              | Alex Cano Ardila                 | Francisco Colorado              | Óscar Sevilla Rivera             |
| 2015              | Román Villalobos Solis           | Jahir Pérez Muñoz               | Manuel Rodas Ochoa               |
| 2016              | Román Villalobos Solis           | Manuel Rodas Ochoa              | Víctor Manuel García Estévez     |
| 2017              | Manuel Rodas Ochoa               | Alfredo Ajpacajá                | Álder Torres                     |
| 2018              | Alfredo Ajpacajá                 | Manuel Rodas Ochoa              | Jonathan de León                 |
| 2019              | Manuel Rodas Ochoa               | Alfredo Ajpacajá                | Mardoqueo Vásquez                |
| 2020              | Mardoqueo Vásquez                | Santiago Ordóñez                | Byron Guamá de la Cruz           |
| 2022              | Mardoqueo Vásquez                | Jahir Pérez Muñoz               | Santiago Montenegro              |
| 2023              | Gerson Toc                       | Byron Guamá de la Cruz          | Stalin Puentestar                |
| 2024              | Robinson Fabián López            | Mardoqueo Vásquez               | David Gonzalez                   |